# Faktiske handlinger
Faktiske handlinger (også kaldet faktisk forvaltningsvirksomhed) er et juridisk begreb, der defineres i Ankestyrelsens principmeddelelse 9-20 som de beslutninger, der ikke fastlægger borgerens retsstilling. Så denne del af den offentlige sektors virke sigter ikke på at træffe retlige afgørelser, der binder de implicerede personer. På trods af begrebets navn anvendes forvaltningsloven ikke på faktisk forvaltningsvirksomhed. Men regler om bl.a. inhabilitet gælder også faktisk forvaltningsvirksomhed. For der gælder en supplerende retsgrundsætning om inhabilitet uden for forvaltningslovens (kapitel 2) anvendelsesområde. Se bl.a. FOU nr 2019.13.
Forvaltningsretten opdeler den offentlige sektors virke i tre kategorier:
- Forvaltningsafgørelser
- Udvidede forvaltningsafgørelser (omfatter bl.a. åbningstider for personlige eller telefoniske henvendelser i kommunale institutioner)[9]
- Faktiske handlinger

Men sondringen mellem de tre kategorier kan være vanskelig. En beslutning om at lade en elev skifte til en anden skole udgør en forvaltningsafgørelse, jf. FOB 2015-19.
Til faktiske handlinger hører
Faktiske handlinger omfatter bl.a. børnepasning samt patient- og anden klientbehandling. Hertil kommer vejledning og undervisning. Karaktergivning er også omfattet af faktisk forvaltningsvirksomhed, jf. FOU nr 1993.315.
Klage over faktiske handlinger
De beslutninger, som hører under faktiske handlinger, kan ikke påklages til Ankestyrelsen. Men disse beslutninger kan påklages til enten kommunen, eller evt. den relevante rådmand, eller borgmesteren.

## Aktindsigt
Selv part i sagen
Hvis man selv er part i sagen, kan man søge aktindsigt i en afgørelse i henhold til forvaltningsloven § 9, stk. 2.
Ikke selv part i sagen
Hvis man ikke selv er part i sag, så skal man søge aktindsigt i henhold til offentlighedsloven § 7, stk. 2.
Eksempelvis kan en journalist søge om aktindsigt i henhold til offentlighedsloven § 7, stk. 2.
Faktiske handlinger
Hvis der er tale om faktiske handlinger, så skal enhver (også en vedkommende person) søge om aktindsigt efter offentlighedsloven § 7, stk. 2; til faktiske handlinger hører "f.eks. rådgivning og vejledning, patientbehandling, undervisning og forskning m.v."
Meroffentlighed
En anmodning om aktindsigt skal bedømmes efter princippet om meroffentlighed, jf. Folketingets Ombudsmand Beretning (FOB) 98.403.